# Вест Ниписинг
Вест Ниписинг (енгл. West Nipissing / Nipissing Ouest) је M у Канади у покрајини Онтарио. Према резултатима пописа 2011. у граду је живело 14.149 становника.

## Географија

### Клима
| Клима (Вест Ниписинг) | Клима (Вест Ниписинг) | Клима (Вест Ниписинг) | Клима (Вест Ниписинг) | Клима (Вест Ниписинг) | Клима (Вест Ниписинг) | Клима (Вест Ниписинг) | Клима (Вест Ниписинг) | Клима (Вест Ниписинг) | Клима (Вест Ниписинг) | Клима (Вест Ниписинг) | Клима (Вест Ниписинг) | Клима (Вест Ниписинг) | Клима (Вест Ниписинг) |
| Показатељ \ Месец     | .Јан.                 | .Феб.                 | .Мар.                 | .Апр.                 | .Мај.                 | .Јун.                 | .Јул.                 | .Авг.                 | .Сеп.                 | .Окт.                 | .Нов.                 | .Дец.                 | .Год.                 |
| --------------------- | --------------------- | --------------------- | --------------------- | --------------------- | --------------------- | --------------------- | --------------------- | --------------------- | --------------------- | --------------------- | --------------------- | --------------------- | --------------------- |
| [ тражи се извор ]    |                       |                       |                       |                       |                       |                       |                       |                       |                       |                       |                       |                       |                       |

## Становништво
Према резултатима пописа становништва из 2011. у граду је живело 14.149 становника, што је за 5,5% више у односу на попис из 2006. када је регистровано 13.410 житеља.
| 2006.  | 2011.  |
| ------ | ------ |
| 13.410 | 14.149 |